# Chevannes (Essonne)
Chevannes település Franciaországban, Essonne megyében. Lakosainak száma 1550 fő (2022. január 1.). Chevannes Mennecy, Auvernaux, Ballancourt-sur-Essonne, Champcueil, Le Coudray-Montceaux és Fontenay-le-Vicomte községekkel határos.

## Népesség
A település népességének változása:
| Lakosok száma | 1726 | 1721 | 1700 | 1621 | 1614 | 1590 | 1569 | 1550 | 1550 |
|               | 2013 | 2015 | 2016 | 2017 | 2018 | 2019 | 2020 | 2021 | 2022 |